# 十和田市立東小学校
十和田市立東小学校（とわだしりつ ひがししょうがっこう）は、青森県十和田市一本木沢1丁目にある公立小学校。

## 沿革
- 1950年（昭和25年）2月10日 - 三本木町立三本木小学校一本木分校として発足。
- 1951年（昭和26年）4月1日 - 独立し、三本木町立一本木小学校と改称。
- 1955年（昭和30年）2月1日 - 三本木町の市制施行により、三本木市立一本木小学校と改称。
- 1956年（昭和31年）10月10日 - 市名変更により、十和田市立一本木小学校と改称。
- 1957年（昭和32年）4月1日 - 十和田市立東小学校と改称。同日、校章と校歌を制定。
- 1959年（昭和34年）11月15日 - 校旗樹立。
- 1970年（昭和45年）7月1日 - 東幼稚園を併設。
- 1979年（昭和54年）5月 - 新校舎第一期工事完成。
- 1983年（昭和58年）3月 - 第二期工事完成。
- 1984年（昭和59年）3月 - 第三期工事完成。
- 1985年（昭和60年）3月 - 第四期工事（講堂）完成。
- 1986年（昭和61年）8月 - プール竣工。
- 1998年（平成10年）3月 - 東幼稚園廃止。
- 2015年（平成27年）
  - 7月 - 下水道接続工事完了。
  - 12月 - 耐震改修工事完了。
- 2025年（令和7年）4月 - 高清水小学校を統合（予定）[1]。

## 学区
- 一本木沢（1丁目～2丁目）、ひがしの（1丁目～2丁目）、東十一番町、東二十一番町、東二十二番町、元町東5丁目、大字三本木（字一本木沢・字北平(一部)・字里ノ沢(一部)・字下平）、大字洞内字樋口の一部、大字八斗沢（字家ノ下(一部)・字八斗沢(一部)）、大字相坂字高清水の一部

## 周辺
- 青森県立十和田工業高等学校 - 県道165号線をはさんで、敷地が隣接。
- 青森県道10号三沢十和田線
- 青森県道165号上野十和田線

## アクセス
- 十和田観光電鉄バス「工業高校」バス停下車。 
  - 2012年（平成24年）3月31日までは、十和田観光電鉄鉄道線工業高校前駅が最寄り駅だった。

## 参考資料
- 『青森県教育史 別巻』（青森県教育委員会・1973年12月20日発行）「学校沿革 小学校」737頁「（十和田）東小学校」
- 『十和田市史 上巻』（十和田市・1976年9月1日発行）「第四篇 教育・第二章 学校教育・第五節 現在の教育」763頁～764頁「五 市内小中学校沿革・○小学校・東小学校」
  - いずれも、「1970年7月1日の東幼稚園併設」分まで。